# 사파이어 (1959년 영화)
《사파이어》(영어: Sapphire)는 영국에서 제작된 배질 디어든 감독의 1959년 범죄 드라마 영화이다. 나이절 패트릭 등이 출연하였고, 마이클 랠프 등이 제작에 참여하였다.

## 출연진
- 나이절 패트릭
- 이본 미첼
- 마이클 크레이그
- 폴 매시
- 버나드 마일스
- 올가 린도
- 얼 캐머런
- 고든 히스
- 해리 베어드

## 기타 제작진
- 추가 대사: 루커스 헬러
- 의상: 줄리 해리스